# Корольковая шипоклювка
Корольковая шипоклювка (лат. Acanthiza reguloides) — вид птиц из семейства шипоклювковых (Acanthizidae). Встречается в Австралии. Живёт и питается среди листвы.